# 駐日ナイジェリア大使館
駐日ナイジェリア大使館（英語: Embassy of Nigeria in Japan）は、ナイジェリアが日本の首都東京に設置している大使館である。在東京ナイジェリア大使館（英語: Embassy of Nigeria in Tokyo）とも呼ばれる。
1960年10月、日本がナイジェリアの独立を承認して外交関係を樹立。1964年7月、駐日ナイジェリア大使館が開設された。サハラ以南のアフリカ諸国が東京に大使館を置いたのは、エチオピア帝国（当時）、ガーナ、オートボルタ（当時。現・ブルキナファソ）に次いでナイジェリアが4番目である。

## 所在地
| 日本語 | 〒107-0052 東京都港区虎ノ門三丁目6-1 |
| 英語   | 3-6-1, Minato-Ku, Tokyo 107-0052     |

## 大使
2024年11月22日より、アデセケ・アキンイエミ・フローレンス・イエウンミが臨時代理大使を務めている。